# Albin Roussin

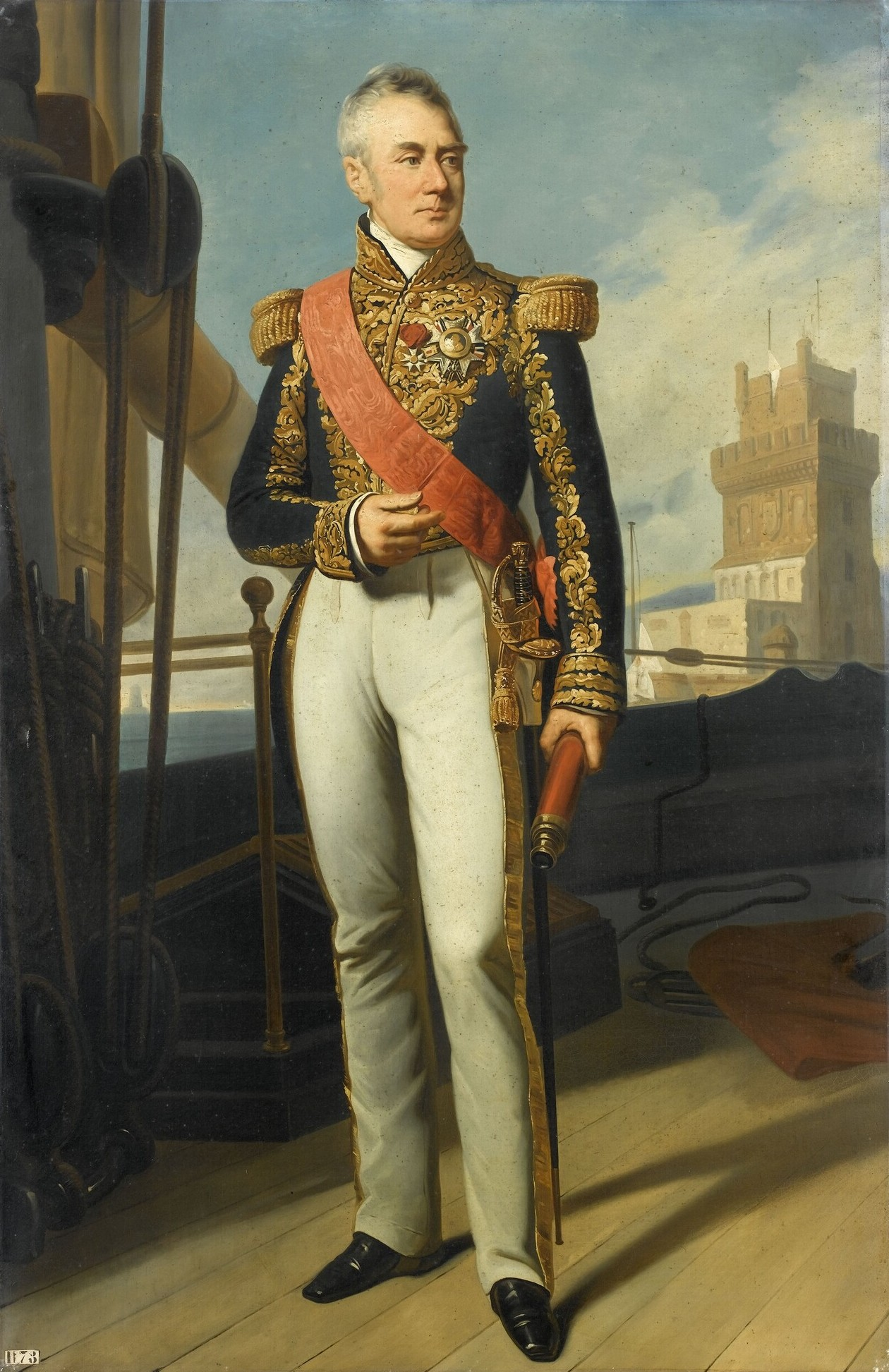
Admiral Albin Roussin

Baron Albin Reine Roussin (* 21. April 1781 in Dijon, Frankreich; † 21. Februar 1854 in Paris, Frankreich) war ein französischer Marineoffizier, zuletzt im Dienstgrad eines Admirals, und  Minister für die Marine und die Kolonien.

## Biografie

### Frühe Jahre
Albin Roussin, Sohn von Edme Roussin, Anwalt im Parlament von Bourgogne, und Hélène Masson, schiffte sich im Dezember 1793 im Alter von dreizehn Jahren als Schiffsjunge auf der schwimmenden Batterie La République ein, die zur Verteidigung des Hafens von Dünkirchen eingesetzt war. Einige Monate später wurde er zum Novizen auf dem Kanonenboot La Chiffonne ernannt, das zur Eskorte von Konvois an den Küsten Flanderns kommandiert wurde. Im August 1794 ging er dann als Steuermann auf die Le Tortu und unternahm während der 28 Monate, die er auf dieser Fregatte verbrachte, mehrere Einsatzfahrten nach Norwegen, Saint-Domingue und in verschiedenen europäischen Meeren.
Am Irlandfeldzug war er im Dezember 1796 an Bord der Trajan beteiligt. Nach seiner Rückkehr nach Brest verbrachte er einige Monate auf der Fouine und kehrte dann zu seiner Familie zurück, um sich auf die Prüfungen vorzubereiten, nach denen er 1801 als Aspirant de 1re classe angenommen wurde. In der Folge diente er zunächst als 1. Offizier auf dem Kanonenboot Le Mars und anschließend als Kommandant der Mentor, die zur Kanalflotte gehörte.
Im Jahr 1802 unternahm er mit der Korvette La Torche eine Einsatzfahrt nach Martinique und passierte bei seiner Rückkehr die Sémillante, eine Fregatte, die fünf glorreiche Schlachten in den Meeren Indiens schlug. Roussin wurde 1807 Leutnant. An der Küste Sumatras eroberte er mit einem mit 22 Mann bewaffneten Boot sieben Schiffe, darunter zwei mit 26 Kanonen, die in Brand gesteckt wurden.
Im Mai 1808 diente Roussin als stellvertretender Kommandant auf der Jéna. Am 28. Oktober 1808 wurde das Schiff in ein Gefecht mit der weit überlegenen britischen Fregatte Modeste mit 44 Kanonen. Die Jéna hielt einem zweieinhalbstündigen Nachtkampf stand und ergab sich erst, nachdem sie völlig außer Gefecht gesetzt worden war und sank. Roussin geriet daraufhin in Gefangenschaft und kehrte nach einem Austausch auf die Ile de France zurück. Am 11. Januar 1810 wurde er als stellvertretender Kapitän auf der Minerve kommandiert.
Am folgenden 3. Juli unterstützte diese Fregatte einen Kampf gegen drei Ostindienfahrer: die Ceylan, die Windham und die Assell. Mit dem Erscheinen der Fregatte La Bellone strichen die Schiffe ihre Flaggen und Ceylon und Windham wurden als Prisen genommen. Am 22. und 23. August 1810 nahm La Minerve an den Kämpfen gegen die britischen Fregatten Le Syrius, La Magicienne, La Néréide und L'Iphigénie in der Seeschlacht von Grand Port teil. Aufgrund der Verletzung von Bouvet übernahm Roussin das Kommando über das Schiff und anschließend das Kommando über La Néréide, eine der in dieser Schlacht erbeuteten Fregatten. Am Ende dieser Schlachten wurde er vom Gouverneur der Isle de France zum provisorischen Fregattenkapitän ernannt. Der Marineminister bestätigte ihn in diesem Rang und verlieh ihm das Ritterkreuz der Ehrenlegion.
Anschließend war Roussin bei der Kapitulation der Isle de France gegenüber den Briten 1810 anwesend. Zurück in Frankreich wurde er im März 1811 in Morlaix Napoleon vorgestellt, der ihn zuvorkommend behandelte. Im Oktober 1811 wurde er zum Kommandeur der Fregatte La Corée ernannt. Es gelang ihm, Le Havre trotz der britischen Blockadeeinheiten am 16. Dezember zu verlassen. Bei der anschließenden Einsatzfahrt, brachte Roussin rund um das Kap Lizard fünf Schiffe auf, darunter eine 18-Kanonen-Korvette. Er segelte daraufhin nach Lissabon mit der Absicht, die Korrespondenz zwischen dieser Stadt und dem Vereinigten Königreich abzufangen. Es gelang ihm, der Verfolgung zweier britischer Fregatten zu entkommen. Während seiner Fahrt zwischen Madeira und den Kanarischen Inseln kaperte er sechs weitere Schiffe. Am 28. Februar 1813 brachte er 396 Gefangene nach Brest zurück, nachdem er den Briten einen Schaden von schätzungsweise 5 Millionen Francs zugefügt hatte. Im Jahr 1814 war er in der Ostsee dafür verantwortlich, 360 verwundete Angehörige der russischen kaiserlichen Garde nach Riga zu führen. Während dieses Feldzugs wurde er zum Kapitän zur See, Ritter des Ordre royal et militaire de Saint-Louis und zum Ritter des Ordens des Heiligen Wladimir ernannt.

### In der Restauration
Als er 1815 von der Landung Napoleons erfuhr, leistete er zunächst den Eid gegenüber den Bourbonen am 14. März, übernahm aber dennoch während der Herrschaft der Hundert Tage das Kommando über die Marineeinheiten des Hafens von Brest. Bei der Zweiten Restauration wurde er ohne Dienstgrad und ohne Altersrente entlassen. Durch Protektion des neuen Marineministers Viscount Dubouchage, der eine besondere Wertschätzung für ihn hatte, wurde er allerdings schnell wieder eingesetzt.
Im Dezember 1816 wurde ihm der Auftrag für die Erkundung der Westküste Afrikas übertragen; Er korrigierte die Position der Arguin-Sandbank, an der die Méduse kurz zuvor Schiffbruch erlitten hatte und kartographierte etwa 420 Meilen Küstenlinie. Daraufhin wurde er zum Offizier der Ehrenlegion ernannt.
Im Jahr 1819 erkundete er die Küsten Brasiliens, entdeckte und beschrieb den Abrolhos-Archipel und den Aussichtspunkt Manoel-Luiz, ein gefährliches Riff und etwa 900 Meilen von der Ostküste Amerikas entfernt. Ludwig XVIII. erhob ihn zum Baron (Oktober 1820) und Kaiser Peter I. von Brasilien ernannte ihn zum Offizier des Ordens vom Kreuz.
1821 wurde er zum Kommandanten der Fregatte Amazone und zum Kommandeur der Marinestation an der Küste Südamerikas ernannt. Während dieser Zeit erhielt er außerdem am 17. August 1822 den Rang eines Konteradmirals.
Im Juni 1824 übernahm er in Brest das Kommando über eine Abteilung des Geschwaders von Vizeadmiral Victor Guy Duperré, die drei Monate lang im Atlantik und im Mittelmeer eingesetzt war. 1824 wurde er zum Mitglied des Admiralitätsrates und 1825 zum Kommandeur der Ehrenlegion ernannt. Im Jahr 1826 übernahm er die Entwicklung des Brest-Schulschiffs. Zwischen 1825 und 1826 übernahm er auch das Kommando über die Marinestation auf den Antillen, bevor er von Vizeadmiral Dupérré abgelöst wurde.
1828 übernahm er das Kommando über ein Geschwader von neun Kriegsschiffen, die gegen Brasilien vorgehen sollten, um von der Regierung von Dom Pedro eine Entschädigung für den Schaden zu erhalten, der französischen Staatsangehörigen während der Belagerung von Buenos Aires zugefügt wurde. Am 5. Juli 1828 kam er vor Rio de Janeiro an, lief in den Hafen ein und platzierte seine Einheiten 100 Meter von den Docks entfernt vor der Stadt. In weniger als acht Tagen wurde ein Vertrag geschlossen, der durch die Erfüllung der Forderungen Frankreichs die zuvor zwischen den beiden Ländern bestehenden freundschaftlichen Beziehungen wiederherstellte. Roussin wurde für den Erfolg seiner Mission mit dem Titel eines Gentilhomme honoraire de la chambre du Roi (deutsch etwa: Ehrenherrn der königlichen Kammer) und bei seiner Rückkehr nach Frankreich mit dem Kommandeurskreuz vom Ordre royal et militaire de Saint-Louis belohnt.
Am 25. Januar 1830 nahm ihn die Akademie der Wissenschaften als Mitglied der Geographie- und Navigationsabteilung auf und ersetzte den 1829 verstorbenen Konteradmiral de Rossel.

### In der Julimonarchie
Roussin war ein Gegner der Expedition nach Algier 1830, doch als sie beschlossen wurde, bat er darum, an ihr teilnehmen zu dürfen, eine Gunst, die ihm nicht gewährt wurde. Nach der Julirevolution von 1830 schloss sich Roussin Louis-Philippe I. an, wurde in den reorganisierten Admiralitätsrat berufen und am 31. August 1830 zum Personaldirektor im Marineministerium ernannt.

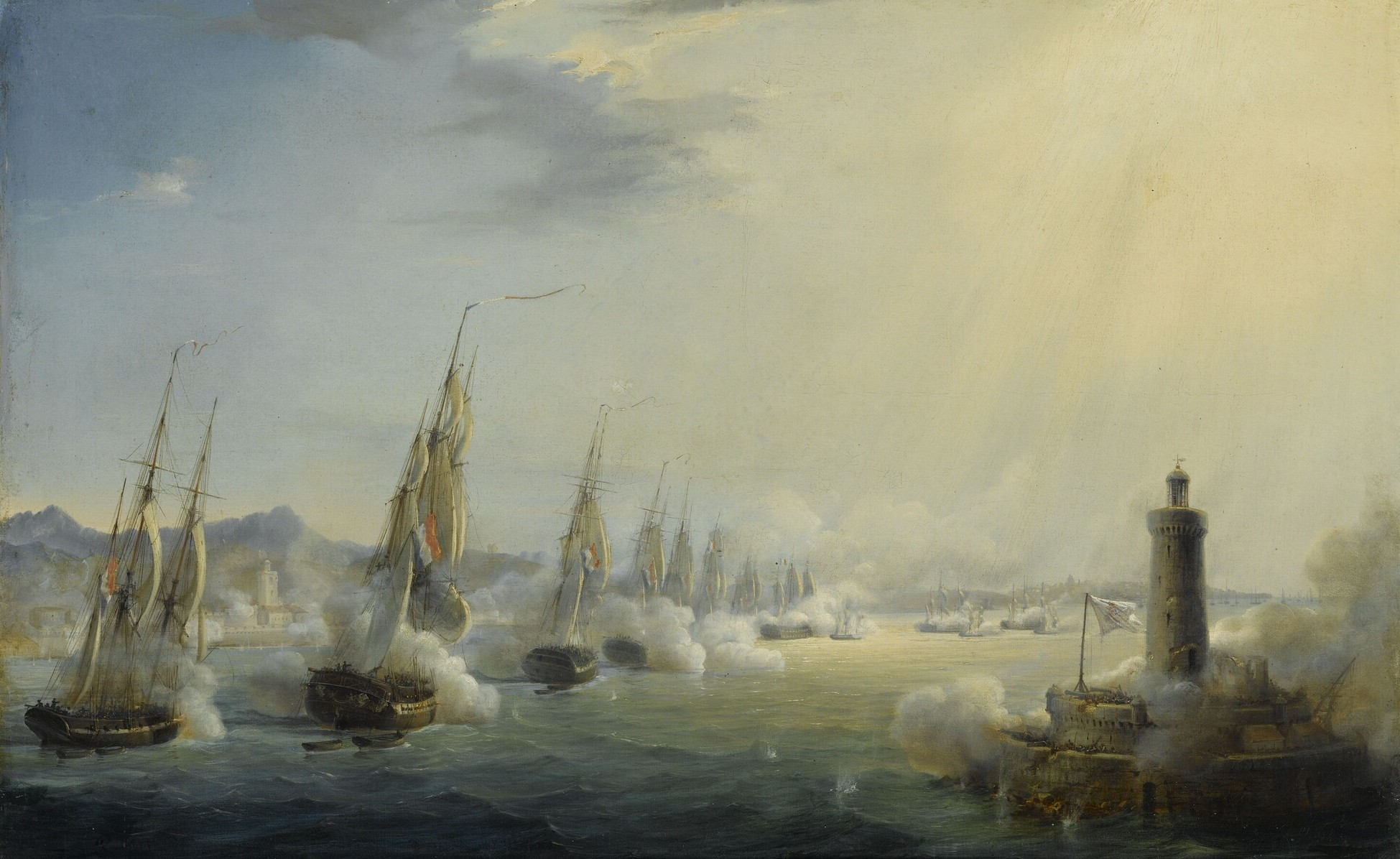
Das von Admiral Roussin kommandierte französische Geschwader erzwingt am 11. Juli 1831 die Einfahrt in den Tejo.

Im Juli 1831 wurde Roussin beauftragt, den portugiesischen König Michael I., der sich geweigert hatte, die Julimonarchie anzuerkennen, zum Einlenken zu bewegen. Mit einem Geschwader, das aus sechs Linienschiffen, drei Fregatten, einer Korvette, zwei Briggs und einem Aviso bestand, erzwang er die Einfahrt in den Tejo und ließ das Geschwader an den Kais von Lissabon gegenüber dem Regierungspalast ankern. Durch diese Machtdemonstration zwang er den König zum Einlenken und erhielt Zustimmung zu allen Forderungen Frankreichs.
Für diese Expedition wurde Albin Roussin am 26. Juli 1831 mit der Beförderung zum Vizeadmiral belohnt, wurde Großoffizier der Ehrenlegion und am 17. September zum Seepräfekten in Brest ernannt. Am 11. Januar 1832 wurde er Mitglied des Bureau des Longitudes, am 11. Oktober dann zum Mitglied der Chambre des Pairs und zur gleichen Zeit auch zum französischen Botschafter in Konstantinopel ernannt. Am 4. April 1834 bot ihm der König das Marineministerium an, doch Roussin, der gerade neue Zolltarife mit der Hohen Pforte verhandelte, lehnte diese Beförderung ab. Am 16. Januar 1836 erhielt er das Großkreuz der Ehrenlegion.
Im selben Jahr kam er auf Urlaub nach Frankreich und beteiligte sich 1837 an der Arbeit der Chambre des Pairs, als ihn der Bruch zwischen dem türkischen Sultan Mahmud II. und dem ägyptischen Herrscher Muhammad Ali Pascha nach Konstantinopel zurückrief. Er war dort bis zum 18. September 1839 tätig, bis er wegen der andauernden Orientkrise, in der er im Gegensatz zur öffentlichen Meinung in Frankreich, die türkische Seite unterstützt hatte, abberufen wurde.
Nach seiner Rückkehr wurde er zunächst Sekretär der Chambre des Pairs und am 1. März 1840 im zweiten Regierung unter Adolphe Thiers Marineminister. Bereits am 29. Oktober 1840 ging er aus dem Ministerium heraus in den Ruhestand. Während seiner Amtszeit und trotz eines drohenden Krieges mit dem Vereinigten Königreich schuf er einen Dampfliniendienst für transatlantische Verbindungen.
Nach seinem Ausscheiden aus dem Ministerium am 30. Oktober 1840 wurde er zum Admiral befördert und nahm wieder seinen Sitz in der Pairskammer ein, wo er für seine Unterstützung der Regierung bekannt war. François Guizot wählte ihn am 7. Februar 1843, Nicolas Jean-de-Dieu Soult war gerade Kriegsminister, erneut zum Marineminister. Doch sein Gesundheitszustand zwang ihn am darauffolgenden 23. Juli zum Rücktritt. Er zog sich in den Süden zurück und nahm nicht mehr an den Sitzungen des Oberhauses teil.

### Lebensende

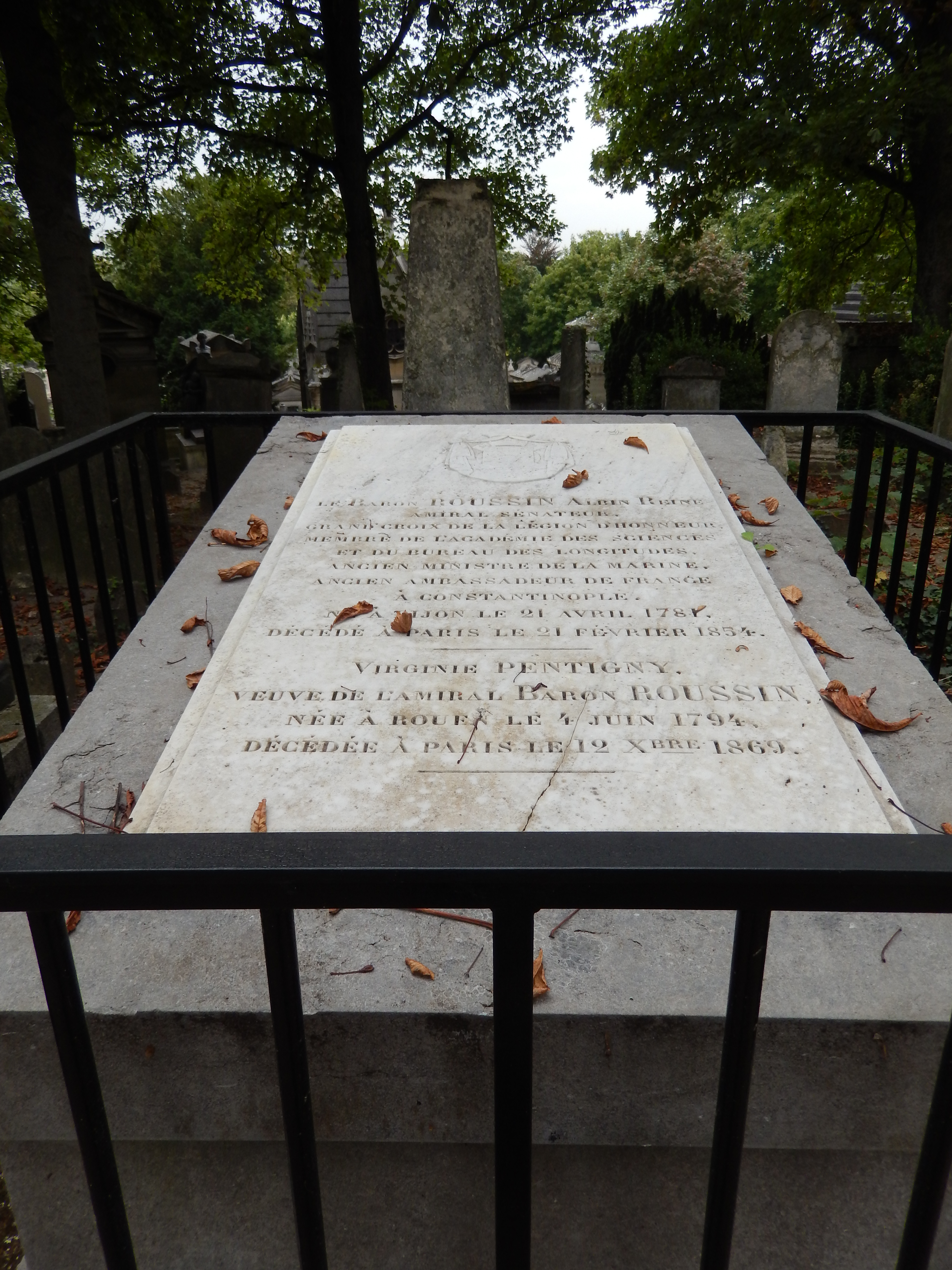
Grabmal von Baron Albin Reine Roussin (Friedhof Père Lachaise, Abteilung 25)

Nach der Revolution von 1848 unterstützte er die Politik des Prinzen Louis-Napoléon Bonaparte und trat am 26. Januar 1852 in seiner Eigenschaft als Admiral von Rechts wegen in den Senat des Zweiten Kaiserreichs ein. Er starb zwei Jahre später und ist auf dem Friedhof Père-Lachaise, Abteilung 25, begraben.

## Nachkommen
Roussin war der Vater von Albert Edmond Louis Roussin (1821–1896), Vizeadmiral, Unterstaatssekretär für die Marine und die Kolonien im Kabinett von Jules Simon und kurze Zeit Minister im Kabinett Rochebouët im Jahr 1877.

## Roussin als Namensgeber
Die folgenden Straßen sind nach Roussin benannt:
- die Rue de l’Amiral-Roussin in Paris (15. Arrondissement)
- die Rue Amiral-Roussin in seiner Geburtsstadt Dijon
- die Rue Roussin in Moirans-en-Montagne
- die Rua Albino Reine in Recife, Pernambuco, Brasilien[3]

## Werke (Auswahl)
- Mémoire sur la navigation aux côtes occidentales d’Afrique depuis le cap Bojador jusqu’au mont Souzos. Imprimerie royale. Paris. 1819.
- Réflexions sur l’éducation des élèves de la marine royale. Impr. de Mme Huzard. Paris. 1826.
- Le Pilote du Brésil, ou Description des côtes de l’Amérique méridionale… Cartes et plans de ces côtes et instructions pour naviguer dans les mers du Brésil, composé sur les documents recueillis dans la campagne hydrographique… Exécutée en 1819 et 1820 sur la corvette la Bayadère et le brig le Favori. Imprimerie royale. Paris. 1826–1827.
- Extraits des mémoires inédits d’un vieux marin. Impr. de Firmin-Didot frères. Paris. 1848.

### Aktuell
- Jean Meyer & Martine Acerra: Histoire de la marine française: des origines à nos jours. Ouest-France. Rennes. 1994. ISBN 2-7373-1129-2, BNF 35734655.
- Michel Vergé-Franceschi (Hrsg.): Dictionnaire d’Histoire maritime. Éditions Robert Laffont. Sammlung: Bouquins. 2002. ISBN 2-221-08751-8.
- Étienne Taillemite: Dictionnaire des marins français. Tallandier. Sammlung Dictionnaires. Paris. 2002. ISBN 978-2-84734-008-2.
- Rémi Monaque: Une histoire de la marine de guerre française. Éditions Perrin. Paris. 2016. ISBN 978-2-262-03715-4.

### Zeitgenössisch
- Stichwort: Albin Roussin. In: Charles Mullié: Biographie des célébrités militaires des armées de terre et de mer de 1789 à 1850. 1852.
- Stichwort: Albin Roussin. In: Adolphe Robert & Gaston Cougny: Dictionnaire des parlementaires français. Edgar Bourloton. 1889–1891.